# Kreis Budakeszi
Der Kreis Budakeszi (ungarisch Budakeszi járás) ist ein Kreis im Westen des zentralungarischen Komitats Pest. Der Kreis grenzt im Norden an den Kreis Pilisvörösvár, im Süden an den Kreis Érd. Im Westen bildet der Kreis Bicske (Komitat Fejér) die Komitatsgrenze, im Nordwesten die Kreise Tatabánya und Esztergom, beide vom Komitat Komárom-Esztergom. Schließlich grenzt der Kreis Budakeszi noch an die ungarische Landeshauptstadt Budapest.

## Geschichte
Der Kreis wurde zur ungarischen Verwaltungsreform Anfang 2013 aus Teilen der Kleingebiets Budaörs (ungarisch Budaörsi kistérség) (80,65 % der Bevölkerung) und des Kleingebiets Pilisvörösvár (ungarisch Pilisvörösvári kistérség) (39,7 % der Fläche) gebildet.

## Gemeindeübersicht
Der Kreis Budakeszi hat eine durchschnittliche Gemeindegröße von 7.318 Einwohnern auf einer Fläche von 24,08 Quadratkilometern. Ohne die vier Städte verringern sich diese Werte auf 3.398 Ew. bzw. 18,81 km². Der Kreis hat die siebthöchste Bevölkerungsdichte im Komitat, sie ist höher als der Komitatsdurchschnitt. Der Kreissitz befindet sich in der zweitgrößten Stadt, Budakeszi, im Osten des Kreises gelegen und an die ungarische Hauptstadt Budapest angrenzend.
| 12 Gemeinden    | Status       | Herkunft Kleingebiet | Einwohnerzahl | Einwohnerzahl | Einwohnerzahl | Fläche (km²) | Bevölkerungs- dichte (Ew./km²) |
| 12 Gemeinden    | Status       | Herkunft Kleingebiet | 01.10.2011    | 01.01.2013    | 01.01.2016    | 01.01.2016   | Bevölkerungs- dichte (Ew./km²) |
| --------------- | ------------ | -------------------- | ------------- | ------------- | ------------- | ------------ | ------------------------------ |
| Biatorbágy      | Stadt        | Budaörs              | 12.484        | 12.638        | 12.932        | 44,12        | 293,1                          |
| Budajenő        | Gemeinde     | Budaörs              | 1.687         | 1.858         | 1.881         | 12,42        | 151,4                          |
| Budakeszi       | Stadt        | Budaörs              | 13.502        | 13.707        | 13.939        | 37,10        | 375,7                          |
| Budaörs         | Stadt        | Budaörs              | 26.757        | 27.306        | 28.394        | 23,59        | 1203,6                         |
| Herceghalom     | Gemeinde     | Budaörs              | 2.135         | 2.174         | 2.516         | 7,34         | 342,8                          |
| Nagykovácsi     | Großgemeinde | Pilisvörösvár        | 7.095         | 6.912         | 7.469         | 27,67        | 269,9                          |
| Páty            | Gemeinde     | Budaörs              | 7.009         | 6.974         | 7.260         | 39,30        | 184,7                          |
| Perbál          | Gemeinde     | Pilisvörösvár        | 2.046         | 2.078         | 2.008         | 25,65        | 78,3                           |
| Remeteszőlős    | Gemeinde     | Pilisvörösvár        | 779           | 755           | 832           | 2,89         | 287,9                          |
| Telki           | Gemeinde     | Budaörs              | 3.661         | 3.707         | 3.903         | 10,47        | 372,8                          |
| Tök             | Gemeinde     | Pilisvörösvár        | 1.341         | 1.338         | 1.312         | 24,73        | 53,1                           |
| Zsámbék         | Stadt        | Pilisvörösvár        | 5.174         | 5.199         | 5.368         | 33,66        | 159,5                          |
| Kreis Budakeszi |              |                      | 83.670        | 84.646        | 87.814        | 288,94       | 303,9                          |